# モバ♥うた
『モバ♥うた』は、2009年1月21日にユニバーサルJからリリースされたコンピレーション・アルバム。

## 概要
- 着うたでヒットを記録した楽曲を集めたコンピレーション・アルバムである。

## 収録曲
1. 愛唄 / GReeeeN
2. そばにいるね / 青山テルマ
3. LIFE / キマグレン
4. 君のすべてに / Spontania feat. JUJU
5. ここにいるよ feat.青山テルマ / Soulja
6. アゲ♂アゲ♂EVERY☆騎士 / DJ OZMA
7. 気分上々↑↑ / mihimaru GT
8. Lifetime Respect -女編- / RSP
9. 愛しい人へ / ET-KING
10. 1/6000000000 feat. C&K / 九州男
11. 願い feat.YU-A (Foxxi misQ) / 童子-T
12. にんげんっていいな / ガガガSP
13. 六本木~GIROPPON~ / 鼠先輩
14. 旅立つ日 ~完全版 / JULEPS